# Schlacht bei Meiningen
Die Schlacht bei Meiningen war eine Schlacht zwischen dem Bauernheer Bildhäuser Haufen und fürstlichen Truppen im Rahmen des deutschen Bauernkrieges im Hochstift Würzburg auf einer Hochebene bei Meiningen und Dreißigacker im heutigen Südthüringen.

## Verlauf

### Vorgeschichte
Die würzburgische Stadt Meiningen war während des Bauernkrieges ab Mitte April 1525 mit dem Bauernheer Bildhäuser Haufen verbündet, dem Bauern aus dem nördlichen Hochstift Würzburg und der Grafschaft Henneberg sowie Bürger aus Meiningen und weiteren Städten der Region angehörten. Mitte April zog mit dem Werrahaufen ein weiteres Bauernheer von Salzungen kommend mit fast 10.000 Aufständischen das Werratal flussaufwärts. Am 24. April erschien der Werrahaufen in Frauenbreitungen, plünderte das dortige Nonnenkloster, auch das Herrenbreitunger Kloster wurde kampflos eingenommen. Am 27. April stand das durch weiteren Zulauf gestärkte Heer vor den Mauern der Stadt Schmalkalden. Am 30. April hatte der Schmalkalder Rat die 12 Artikel von Memmingen anerkannt. Der Abzug des Werrahaufens Richtung Meiningen mit einer auf etwa 13.000 Mann angewachsenen Streitmacht begann am Morgen des 1. Mai 1525.
Am 2. Mai 1525 gelangte der Werrahaufen am „Unteren Tor“ der Stadt Meiningen an und stoppten hier, da die Stadt bereits mit dem Bildhäuser Haufen verbündet war. Hier zwangen sie einen Tag später den Landesherr der Grafschaft Henneberg, Graf Wilhelm IV. von Henneberg-Schleusingen (1478–1559), die „12 Artikel“ der Bauern anzuerkennen. Der Werrahaufen löste sich danach auf. Nach der gewonnenen Schlacht bei Frankenhausen zog ein starkes Fürstenheer unter Führung des Kurfürsten Johann der Beständige über Eisenach und Meiningen nach Süden mit dem Ziel Coburg, um die dorthin geflüchteten Adligen zu schützen sowie die Aufstände in den fränkischen Gebieten niederzuschlagen.

### Die Schlacht
Am 2. Juni 1525 erreichten die fürstlichen Truppen Walldorf nördlich von Meiningen. Aufgrund dieser bedrohlichen Lage riefen die Meininger den bei Mellrichstadt lagernden Bildhäuser Haufen um Hilfe, der dann mit 7000 Mann sofort nach Meiningen zog. Nahe Dreißigacker westlich der Stadt Meiningen wurde am 3. Juni 1525 eine Vorhut des Bauernheeres mit zahlreichen Transport- und Weinwagen von Einheiten des Grafen Wilhelm IV. von Henneberg angegriffen. Sie töteten dabei über 40 Aufständische und flüchteten anschließend mit etlichen erbeuteten Wagen vor dem herannahenden Bauernheer nach Walldorf.
Das Bauernheer, gewarnt durch die große Anzahl fürstlicher Truppen, begann eiligst mit dem Bau einer Wagenburg auf der Berghöhe „Bielstein“ bei Meiningen, um sich zu verschanzen. Noch vor deren Vollendung wurden sie von den fürstlichen Truppen, die durch den Haßfurtgrund auf die Hochebene gelangten, angegriffen. Dem Bildhäuser Haufen standen lediglich 17 leichte Geschütze zur Verfügung, mit deren Hilfe die Bauern dennoch lange Zeit der feindlichen Übermacht mit seiner Reiterei und den schweren Geschützen standhielten. Sie töteten dabei zahlreiche Reisige und den obersten Büchsenmeister der fürstlichen Armee. Am Abend musste sich aber das Bauernheer nach dem Verlust von über 240 Männern und vielen hundert Verletzten, verursacht insbesondere durch die schwere fürstliche Artillerie, und mit dem Zurücklassen einiger Geschütze hinter die schützenden Mauern der Stadt Meiningen zurückziehen. Der oberste Hauptmann des Bildhäuser Haufens, Hans Schnabel, wollte noch in der darauffolgenden Nacht mit seinem Heer die Stadt verlassen, wurde aber von seinen Mitstreitern zum Bleiben überredet. Angesichts der Übermacht der fürstlichen Truppen und der ausweglosen Situation musste die Stadt Meiningen zwei Tage später, am 5. Juni 1525, kapitulieren.

### Folgen
Eine Abordnung von Stadträten und Vertretern des Bauernheeres bat beim Kurfürsten Johann um seinen Schutz für die Stadt und die Bauern, den er auch erteilte. Der Bildhäuser Haufen löste sich daraufhin fluchtartig auf. Um den Kurfürsten milde zu stimmen, setzten Meininger Bürger Hauptmann Hans Schnabel sowie Hans Scharr und weitere Anführer fest. Sie wurden vom Kurfürsten an Graf Wilhelm übergeben, der sie im Schloss Maßfeld in der Grafschaft Henneberg gefangenhielt. Als Akt der Bestrafung wurde der Meininger Gemeinderat vom Würzburger Bischof Konrad II. von Thüngen abgesetzt und durch seine Obrigkeit ersetzt, womit die Stadt ihre Selbständigkeit verlor. An die beteiligten Orte und Bauernschaft ergingen hohe Schadensersatzforderungen und Bestrafungen. Die Gefallenen des Bauernheeres fanden auf dem Dreißigackerer Friedhof ihre letzte Ruhe.

#### Hinrichtungen
Nach der Niederschlagung des Bauernkrieges im Hochstift Würzburg hielt Bischof Konrad II. von Thüngen in zahlreichen Städten seines Herrschaftsgebietes Strafgerichte gegen die Anführer der Aufständischen ab. So wurden am 30. Juni 1525 in Meiningen folgende 14 Personen, darunter der Meininger Pfarrer, hingerichtet:
- Sess Hanns
- Fleming Claus
- Kellermann Michel
- Pfennfer Philips
- Marolt Petter
- Rothemel Hans
- Munck Georg
- Brachvogel Petter
- Eckstain Dietz
- Diemar Mychel
- Wirt Hans
- Schnartz Georg
- Pfannenschmidt von Nürnberg
- Fritz Georg von Vachdorf

Die Anführer des Bildhäuser Haufens, Hans Schnabel und Hans Scharr, wurden am 3. Juli 1525 in Mellrichstadt hingerichtet.